# Pál Szekeres
Pál Szekeres (Budapest, 22 de septiembre de 1964) es un deportista húngaro que compitió en esgrima y en esgrima en silla de ruedas, especialista en las modalidades de florete y sable.
Participó en los Juegos Olímpicos de Seúl 1988, obteniendo una medalla de bronce en la prueba por equipos. En 1991, resultó herido en un accidente de autobús que le dejó en silla de ruedas. Desde entonces comenzó a practicar el esgrima en silla de ruedas, consiguiendo un total de seis medallas en los Juegos Paralímpicos de Verano entre los años 1992 y 2008, tres de oro y tres de bronce.

## Palmarés internacional
| Juegos Olímpicos | Juegos Olímpicos     | Juegos Olímpicos  | Juegos Olímpicos    |
| Año              | Lugar                | Medalla           | Prueba              |
| ---------------- | -------------------- | ----------------- | ------------------- |
| 1988             | Seúl (Corea del Sur) | Medalla de bronce | Florete por equipos |

| Juegos Paralímpicos | Juegos Paralímpicos      | Juegos Paralímpicos | Juegos Paralímpicos  |
| Año                 | Lugar                    | Medalla             | Prueba               |
| ------------------- | ------------------------ | ------------------- | -------------------- |
| 1992                | Barcelona (España)       | Medalla de oro      | Florete individual 2 |
| 1996                | Atlanta (Estados Unidos) | Medalla de oro      | Florete individual B |
| 1996                | Atlanta (Estados Unidos) | Medalla de oro      | Sable individual B   |
| 2000                | Sídney (Australia)       | Medalla de bronce   | Florete individual B |
| 2004                | Atenas (Grecia)          | Medalla de bronce   | Sable individual B   |
| 2008                | Pekín (China)            | Medalla de bronce   | Florete individual B |